# József Viola
József Viola (ur. 10 czerwca 1896 w Komáromie, zm. 18 sierpnia 1949 w Bolonii) – węgierski piłkarz i trener z pierwszej połowy XX wieku.

## Przebieg kariery
Po występach w klubach węgierskich i niemieckich od 1922 roku występował i trenował tylko wyłącznie drużyny włoskie, gdzie był znany jako Giuseppe Viola. Podczas kariery piłkarskiej występował w Fiorentinie, Juventusie i Interze. Jako trener prowadził m.in. Juventus, Inter, Milan i Lazio. W 1920 roku zaliczył 1 występ w reprezentacji Węgier.